# Normandzki cob

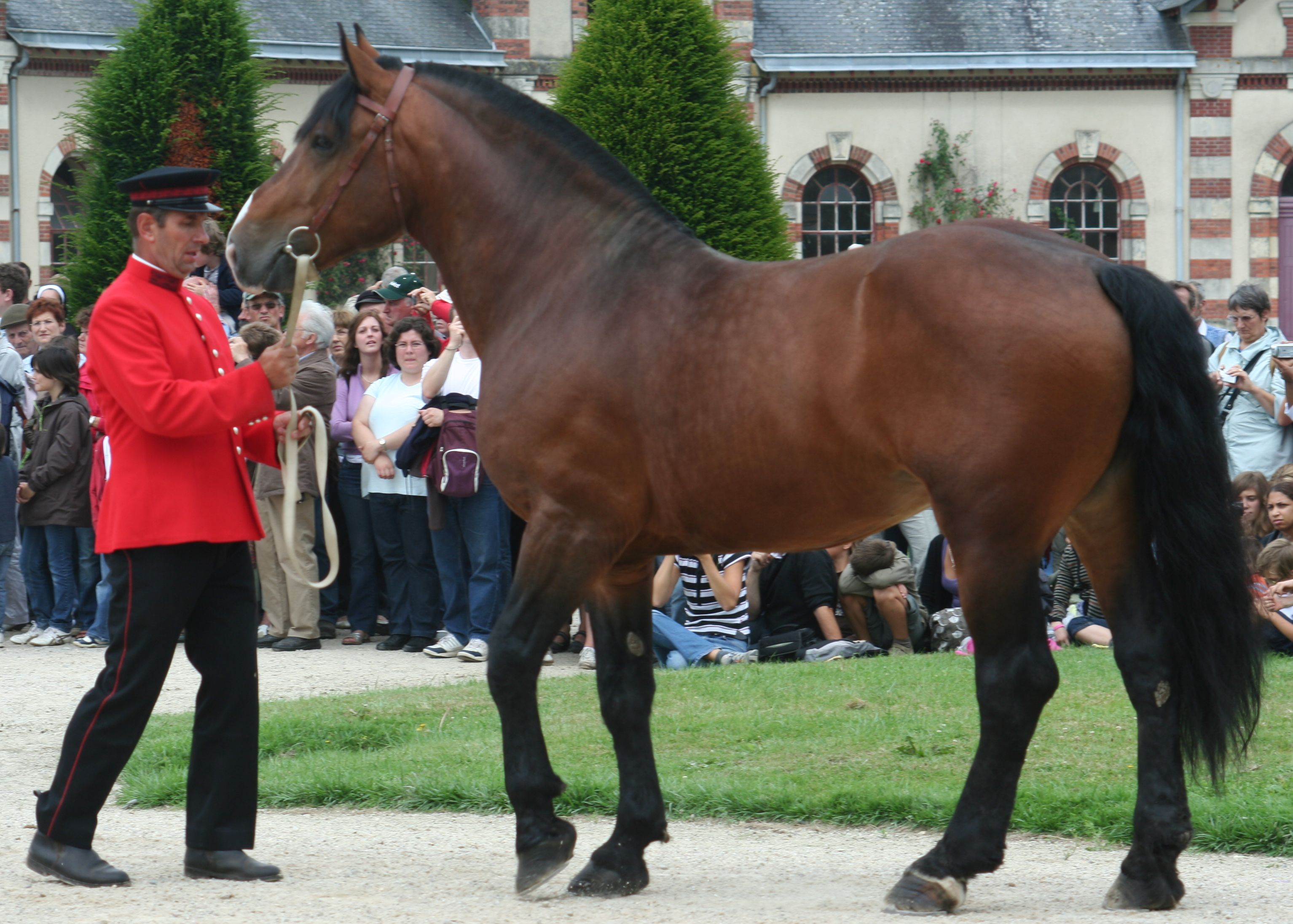
Normandzki cob

Normandzki cob, Norman cob, koń anglo-normandzki – rasa konia domowego.

## Historia
Wywodzi się z północnej Francji (Manche, Normandia).

## Wygląd,pokrój,eksterier
Jest to masywny, ciężki koń, osiągający ok. 153 - 170 cm w kłębie, posiadający dużą głowę osadzoną na silnej szyi oraz silny i krępy tułów. Charakteryzuje się on energiczną akcją w kłusie. Najczęściej przedstawiciele tej rasy mają umaszczenie kasztanowate lub gniade.

## Użytkowość
Są to konie pociągowe, wykorzystywane w zaprzęgach, rolnictwie i rekreacyjnie. 